# (7003) Zoyamironova
(7003) Zoyamironova (1976 SZ9) – planetoida z grupy pasa głównego asteroid okrążająca Słońce w ciągu 5 lat i 259 dni w średniej odległości 3,19 j.a. Została odkryta 25 września 1976 roku w Krymskim Obserwatorium Astrofizycznym w Naucznym na Półwyspie Krymskim przez Nikołaja Czernycha.